# Paradies

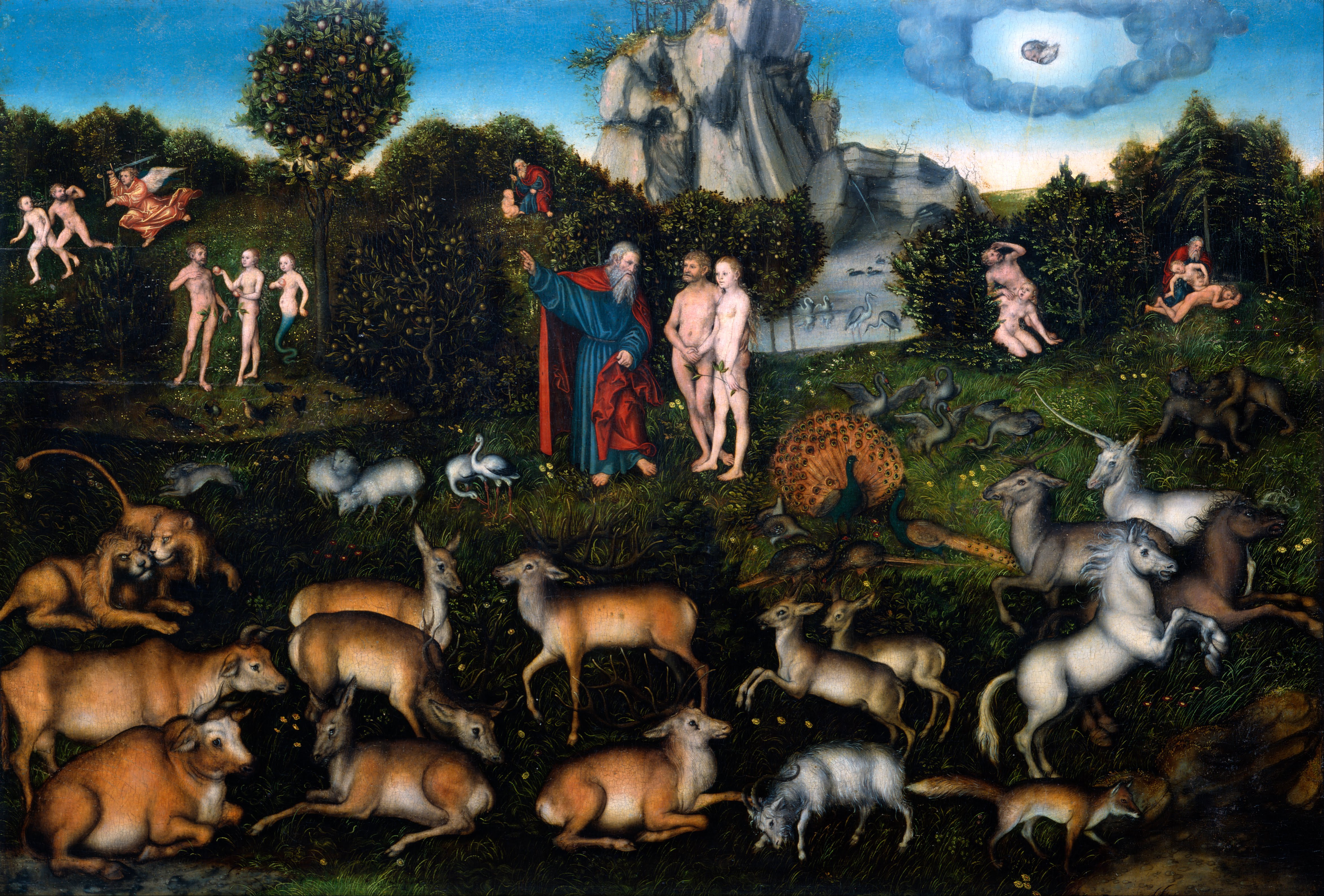
Garten Eden von Lucas Cranach, 1530, Schritte der Handlung parallel dargestellt, dreimal mit Gottvater, jeweils rot und blau gewandet

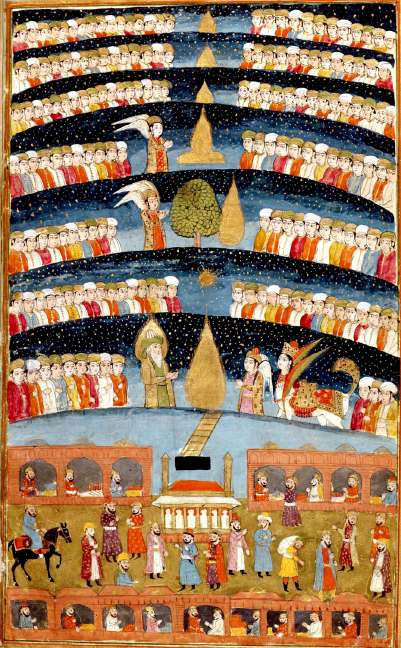
Sieben Himmel über der irdischen Welt, persische Miniatur des 11. Jh., Nachdruck Kaschmir 1808

Das Paradies ist nach jüdischer und daraus abgeleitet christlicher und islamischer Vorstellung der Ort, wo die Menschen zu Anfang ihrer Existenz gelebt haben, bis sie daraus verstoßen wurden.

## Etymologie
Etymologisch kommt das Wort aus der altiranischen awestischen Sprache; pairi daēza steht für eine eingezäunte Fläche. Verwandt ist hebräisch pardēs (in späteren biblischen Texten für „Baumgarten“ oder „Park“ bzw. „ein von einem Wall umgebener Baumpark“).

## Retrospektive Vorstellungen
Die alternative Bezeichnung ist ‚Garten Eden‘, hebr. גן עדן – Gan Eden, arabisch جنة عدن Dschannat Adan, DMG Ǧannat ‘Adan bzw. in Pluralform جنات عدن, DMG Ǧannāt ‘Adan ‚Gärten Eden‘.

## Prospektiven Vorstellungen
Außer dem rückwärtsgewandten Bild gibt es insbesondere in Judentum, Christentum und Islam auch eine vorwärts gewandte Vorstellung vom Paradies (vgl. Olam Haba im Judentum, Reich Gottes im Christentum und Dschanna im Islam), in das die Gottgefälligen nach dem Tode kommen werden. Der Begriff Olam Haba bedeutet wörtlich „kommende Welt“ bzw. „die kommende Welt“. Er stammt aus dem Talmud, einem der wichtigsten Schriftwerke des Judentums. So wird im Buch Daniel Daniel 12,2  davon berichtet, dass viele unter der Erde schlafen liegen. Sie würden aufwachen, etliche zum ewigen Leben, andere aber zu ewiger Schmach und Schande.
Jesus von Nazaret verkündete das Reich Gottes als „nahe herbeigekommen“ (Mk 1,15 ); vgl. auch Jesu Worte an den einsichtigen Mitgekreuzigten: „Heute wirst du mit mir im Paradiese sein.“ (Lk 23,43 ) In Offb 2,1–7  wird den Überwinder das Paradies verheißen; dieses ist mit der Anwesenheit Gottes verknüpft.
Der Islam hat diese Vorstellung stärker differenziert, darin ist das Paradies, arabisch جنة الفردوس, DMG Ǧannat al-Firdaus, die höchste Stufe des insgesamt als Dschanna (جنة, wörtlich „Garten“) bezeichneten Himmelreichs. Der Garten Eden kommt darin auch vor, aber als eine der mittleren Stufen.

## Vergleichbare Konzepte
Eine ähnliche Vorstellung gab es auch in der griechischen Mythologie unter der Bezeichnung Elysion.
Eine Art Paradies stellt auch der in der mittelpersischen Literatur genannte garodman dar.